# نادي سيريو لكرة السلة
نادي سيريو لكرة السلة (بالبرتغالية: Esporte Clube Sírio‏) هو فريق كرة سلة برازيلي للمحترفين يقع مقره في ساو باولو. من أبرز لاعبيه السابقين ماركوس ليتي، أوبيراتان بيريرا ماسييل. فاز بالدوري البرازيلي 7 مرات (1968، 1970، 1972، 1978، 1979، 1983، و 1989). وفاز بكأس أمريكا الجنوبية لكرة السلة للأندية 8 مرات (1961، 1968، 1970، 1971، 1972، 1978، 1979، و1984).